# كاثي كيربي
كاثي كيربي (بالإنجليزية: Kathy Kirby)‏ هي مغنية بريطانية، ولدت في 20 أكتوبر 1938 في إيلفورد ‏ في المملكة المتحدة، وتوفيت في 19 مايو 2011 في لندن في المملكة المتحدة.

## وصلات خارجية
- كاثي كيربي على موقع IMDb (الإنجليزية)
- كاثي كيربي على موقع ميوزك برينز (الإنجليزية)
- كاثي كيربي على موقع أول ميوزيك (الإنجليزية)
- كاثي كيربي على موقع ديسكوغز (الإنجليزية)
- كاثي كيربي على موقع قاعدة بيانات الفيلم (الإنجليزية)